# Rhaconotus emarginatus
Rhaconotus emarginatus är en stekelart som beskrevs av Marsh 2002. Rhaconotus emarginatus ingår i släktet Rhaconotus och familjen bracksteklar. Inga underarter finns listade i Catalogue of Life.